# Мост Архиепархии
Мост Архиепархии (фр. Pont de l'Archevêché) — каменный арочный мост через Сену в центре Парижа, соединяет остров Ситэ с левым, южным берегом реки и, в административном плане, 4-й округ столицы с 5-м округом. Каменный мост длиной 68 м и шириной 11 м; трёхарочный мост с проёмами в 15, 17 и 15 м. Низкие арки всегда препятствовали прохождению высокого речного транспорта, но, несмотря на принятое решение в 1910 году, мост никогда не был заменён.
С 2010 года мост Архиепархии является символическим местом для любящих людей, крепящих на нём металлические замочки в знак своей любви.

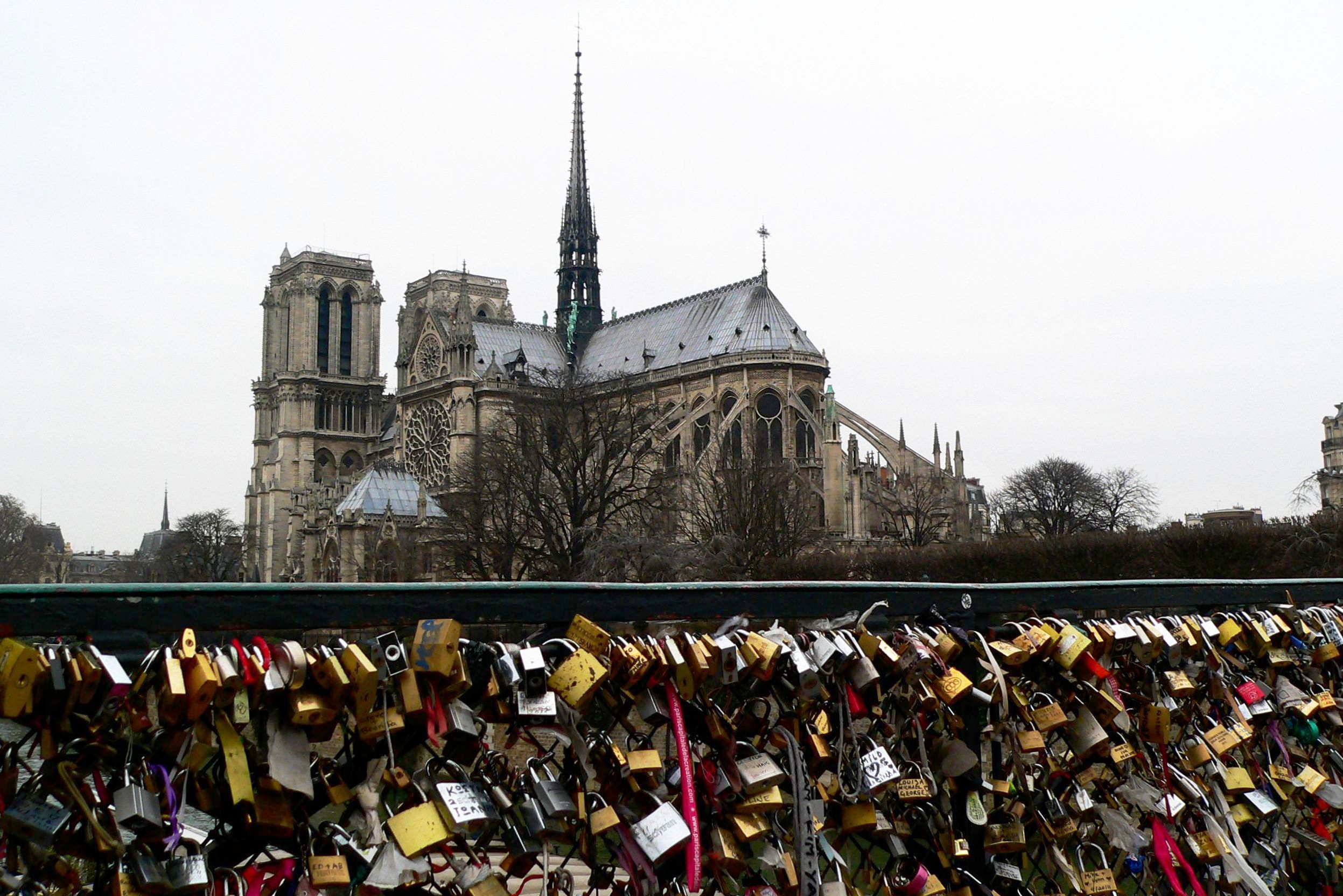
Мост Архиепархии увешан металлическими замочками

## Название
Называется по располагавшейся вблизи архиепархии, стоявшей с юго-восточной стороны Нотр-Дама, между кафедральным собором и Сеной. Здание архиепархии было снесено после антиклерикальных беспорядков 14 и 15 февраля 1831 года, когда оно подверглось разграблению и разрушению.

## История
Построен в 1828 году инженером Плуаром (Plouard) для общества Моста инвалидов после сноса подвесного моста у Дома инвалидов. Существовавший пункт оплаты пересечения моста был выкуплен городскими властями в 1850 году.

## Расположение
| Расположение моста на Сене           | Расположение моста на Сене | Расположение моста на Сене     |
| ------------------------------------ | -------------------------- | ------------------------------ |
| Вниз по течению: Мост Двойного Денье |                            | Вверх по течению: Мост Турнель |